# Асікаґа Йосінорі
Асіка́ґа Йосіно́рі (яп. 足利義教; *12 липня 1394—†12 липня 1441) — 6-й сьоґун сьоґунату Муроматі. Правив з 1429 по 1441 рік. Третій син Асікаґи Йосіміцу, 3-го сьоґуна сьоґунату Муроматі. Молодший брат Асікаґи Йосімоті, 4-го сьоґуна сьоґунату Муроматі. Єдиний самурайський лідер у історії Японії, якого було обрано жеребкуванням. За свою диктаторську манеру управління та войовничість був прозваний «лихим сьоґуном». Убитий власними васалами. Після його смерті розпочався поступовий розпад існуючої політичної системи, що базувалась на авторитеті сьоґуна.

## Біографія

### З монахів у сьоґуни

Емблема мон роду Асікаґа.

Майбутній сьоґун народився 12 липня 1394 року (1 року Оей). Він був третьою дитиною у сім'ї, а тому не мав можливості стати спадкоємцем свого батька. Молодому Асіказі була уготована кар'єра ченця. У 10 років його віддали до столичного храму Сьорен'ін, у якому він після п'ятирічного навчання прийняв постриг і отримав монаше ім'я «Ґіен» (義円). У 1411, у 18 років, він прийняв чернечі обітниці і зайняв найвищу у державній буддистській ієрархії посаду «великого монаха» дайсодзьо (大僧正). 1419 року (28 році Оей) Ґіен був призначений на посаду голови найвпливовішої у Японії буддистської секти Тендай. Йому пророкували велике майбутнє на релігійному поприщі.
Однак через два роки Ґіен залишив головування у секті, плануючи поринути у політику. Це було пов'язано з кризою у сьоґунській родині. 1425 року (32 року Оей) 5-й малолітній правитель сьоґунату Муроматі раптово помер. Його батько, екс-сьоґун Асікаґа Йосімоті також сконав за три роки, не встигши призначити спадкоємця. Головна лінія правителів сьоґунату згасла. Аби уникнути міжусобних війн між претендентами за сьоґунівський титул, канрей Хатакеяма Міцуіе разом із високопосадовцями сьоґунату вирішили обрати наступника жеребкуванням. Воно проводилося у лютому 1428 року (1 року Сьотьо), у святилищі Івасімідзу Хатіман-ґу, за участі чотирьох кандидатів з бічних ліній роду Асікаґа — молодших братів покійного Йосімоті, серед який був і Ґіен. Останній здобув перемогу і був визнаний присутніми новим головою сьоґунату Муроматі.
Того ж року Ґіен розстригся і отримав нове ім'я «Йосінобу». Йому поспіхом були присвоєні високі 5-й і 4-й ранги чиновницької системи імператорського двору та призначоно титул «лівого голови конюшень» саманокамі (左馬頭). Наступного, 1429 року (1 року Ейкьо), 35-літній Асікаґа пройшов церемонію повноліття і змінив ім'я «Йосінобу» на «Йосінорі». Після церемонії він отримав довгоочікувану посаду монаршого радника і тутул «Великого сьоґуна — завойовника варварів», тобто титул правителя сьоґунату Муроматі. Тоді ж Йосінорі було даровано 3-й ранг і титул «правого генерала гвардії» саю коное тайсьо (右近衛大将). 1430 року він зайняв найвищий, 1-й ранг у чиновницькій ієрархічній системі, а у 1432 році отримав титул «лівого міністра» садайдзін (左大臣), ставши «слугою номер один» при імператорському дворі. Того ж 1432 року Йосінорі було визнано «лідером роду Мінамото» (源氏長), тобто головою усіх самураїв Японії.

### Перші кроки

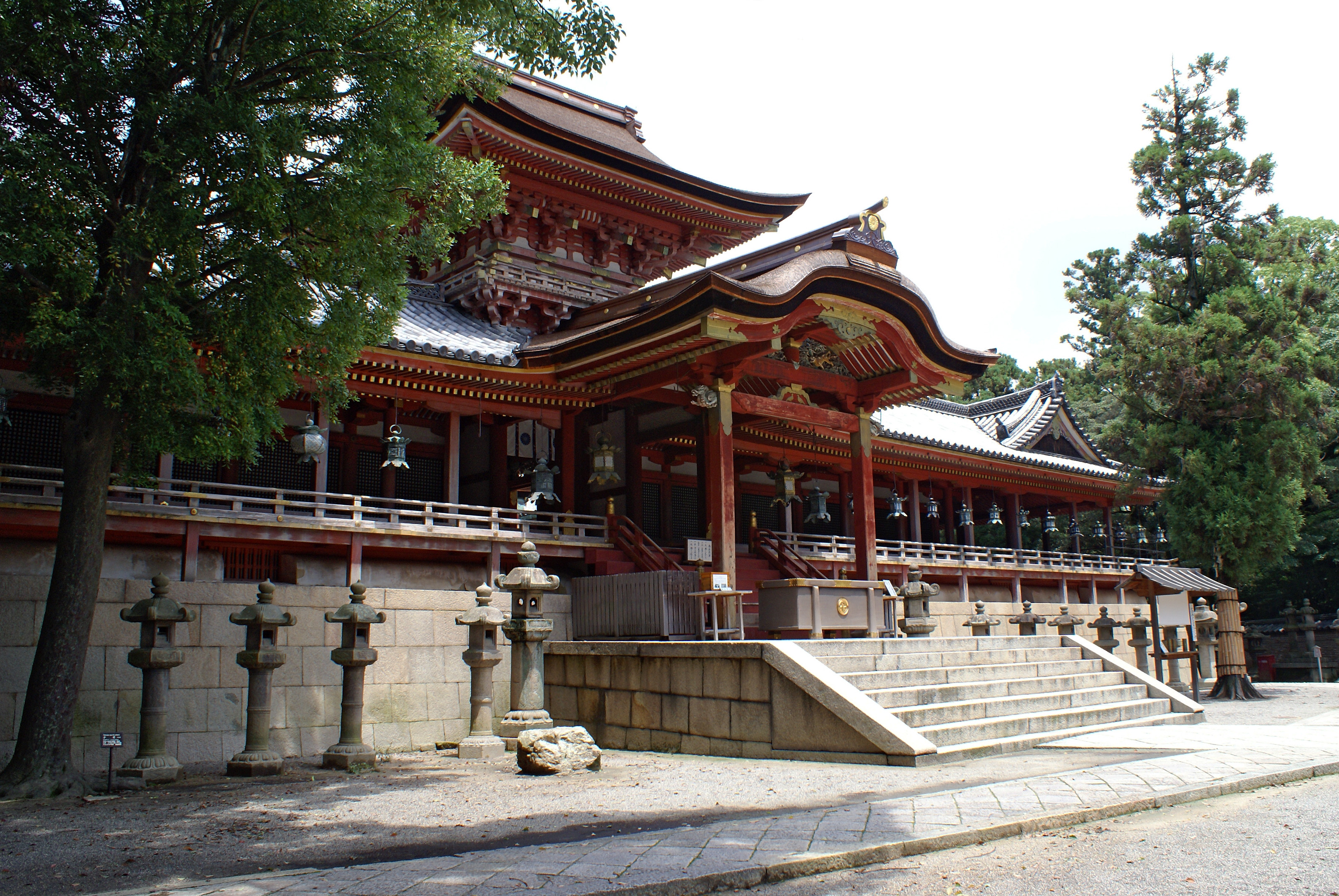
Святилище Івасімідзу Хатіман-ґу, в якому проводилось жеребкування на посаду сьоґуна.

Прийшовши до влади, Йосінорі одразу засвідчив своєму оточенню, що збирається відродити централізований сьоґунат часів свого батька і встановити жорстку диктатуру сьоґуна. Для цього він, насамперед, обмежив у правах сьоґунських радників канрей, які до того часу фактично одноосібно керували самурайським урядом і країною. Вже у 1428 році Йосінорі відновив практику збору нарад васалів і збільшив кількість дорадчих інституцій, зменшивши таким чином вплив канреїв на прийняття політичних рішень та посиливши свої позиції як реального лідера уряду. Наступного року (1 року Ейкьо) він підпорядкував собі судових урядників, які знаходилися у відомстві канреїв, позбавивши останніх судових важелів влади.
Йосінорі доклав також зусиль до політичної, а часом і фізичної ліквідації представників «Південної лінії» (大覚寺統) імператорського дому, які ще за часів Асікаґи Такаудзі були вороже налаштовані до сьоґунату. У 1428 сьоґун сприяв сходженню на монарший трон представника «Північної лінії» (持明院統), імператора Ґо-Ханадзоно, і закріпив за його нащадками право наслідувати імператорський титул. Таким чином, Йосінорі обеззброїв могутню опозицію сьоґунату при дворі і змусив коритися своїй волі столичних аристократів.
Плануючи налагодити фінансовий стан свого уряду, новий сьоґун сприяв відновленню васальних стосунків з Китаєм і торгівлі з ним, що була перервана за правління його брата у 1411 році.

### ПідкоренняКюсю
Задля відродження колишньої величі сьоґунату Йосінорі мусив відновити цілісність країни. На час обрання його сьоґуном у регіонах Канто і Кюсю утворилися незалежні уряди, які відмовлялися визнавати його владу. Для реалізації свого задуму Йосінорі взявся за реформування військ і створив особисту гвардію так званих «службовців» хоко-сю (奉公衆). 1430 року, під приводом того, що кантоський лідер Асікаґа Мотіудзі ослухався його наказу змінити використання старого девізу правління з Сьотьо на Ейкьо і самовільно призначав у Камакурі настоятелів дзенівських храмів, сьоґун вирішив здійснити каральний похід проти нього. Однак військовики відмовили Йосінорі від цього плану, переконавши у необхідності організувати експедицію до острова Кюсю. За наказом сьоґуна її очолив володар західних регіонів країни — Оуті Морімі (1377—1431).
Урядові війська протягом року вели важкі бої на Кюсю проти родів Сьоні й Отомо. Під час однієї з битв командувач сьоґунівської експедиції загинув. Його син Оуті Мотійо (1394—1441) разом із силами роду Ямана зміг розбити ворожі армії у 1433 році і підкорити острів на кінець 1430-х років. За ці заслуги Йосінорі призначив Оуті на посаду «інспектора Кюсю» (九州探題).

### Конфлікт зЕнрякудзі

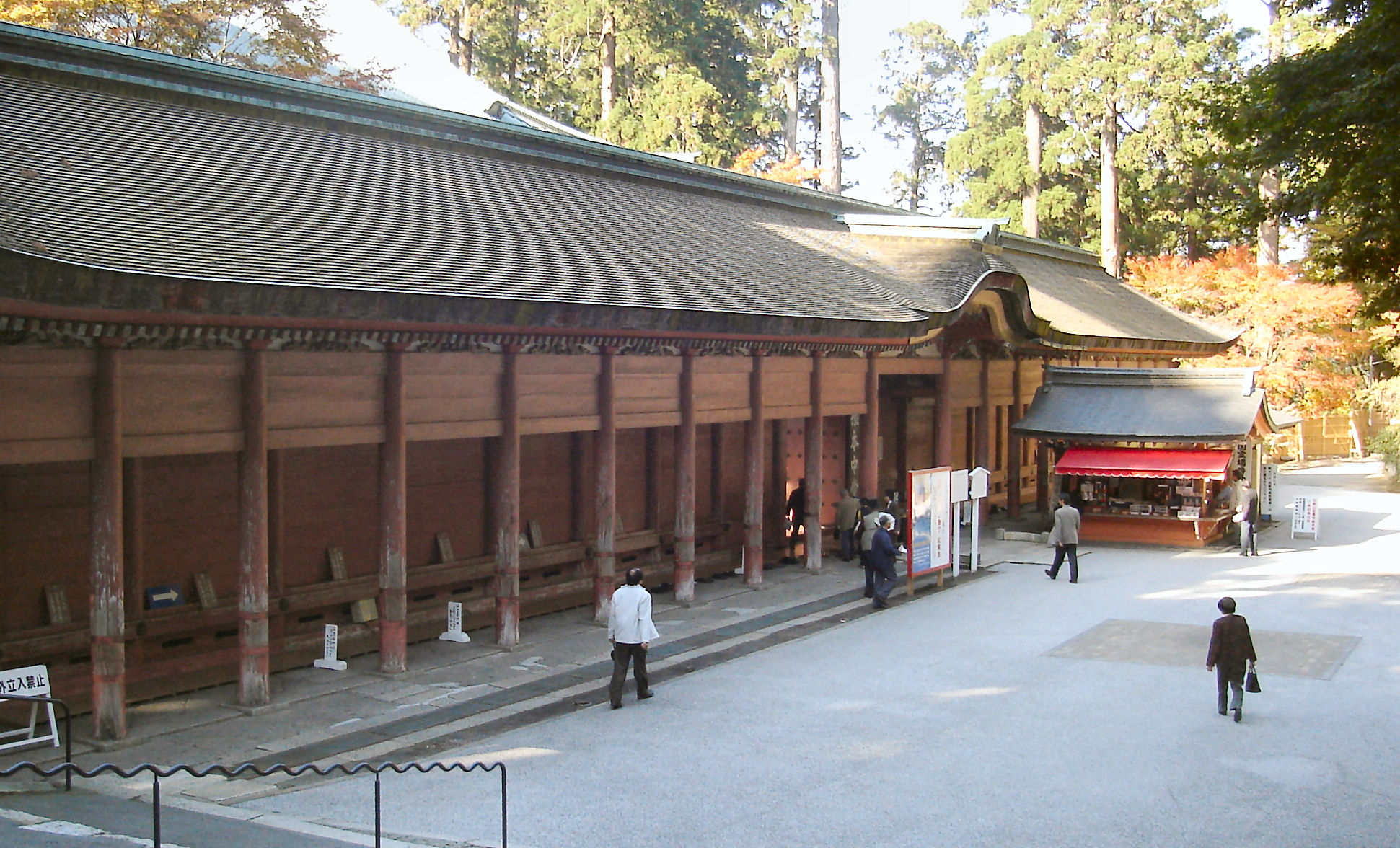
Реставрована зала Компон-тюдо монастиря Енрякудзі, що була спалена військами Асікаґи Йосінорі.

Окрім приборкування сепаратистів, Йосінорі наводив порядок у релігійних справах. У молодості він був головою секти Тендай, яка впродовж декілька сот років втручалася у політику центрального уряду Японії. Сьоґун розумів, наскільки небезпечним для його теперішньої влади може бути ця потужна і незалежна буддистська община. Аби поставити монахів під свій контроль, він призначив свого молодшого брата Ґісьо (義承) новим головою секти Тендай та розставив своїх знайомих ченців настоятелями багатьох столичних храмів. Однак у 1433 році (5 році Ейкьо) у цитаделі секти — монастирі Енрякудзі — дії сьоґуна розцінили як зазіхання на «споконвічні права оборонців Закону Будди» і відправили армію монахів-воїнів сохей чинити безлад у столиці на знак протесту. Розгніваний Йосінорі негайно атакував монастир і змусив бунтівних монахів капітулювати. Проте наступного року він довідався, що ченці Енрякудзі знову виношують антиурядові плани і проклинають його у своїх відправах на замовлення опозиційного правителя регіону Канто, Асікаґи Мотіудзі.
Терпець Йосінорі урвався і у 1435 році, особисто очоливши велике військо, він вдруге штурмував непокірний монастир. Знатні ченці були поголовно вирізані, а простих монахів змусили спалювати себе самих живцем. Центральна будівля монастиря, зала Компон-тюдо, яка мала 600-літню історію, була обернена на попіл. За наказом сьоґуна розповідати про спалення і вбивства у Енрякудзі суворо заборонялося — кожному, хто поширював плітки загрожувала смертна кара.
Хоча говорити про приборкання секти Тендай і її головного оплоту не дозволялося, поголос про дії Йосінорі швидко розійшовся країною та змусив інші непокірні секти і монастирі, зокрема Кофукудзі, визнати свою залежність від сьоґунату. Завдяки цьому буддистські общини тимчасово припинили втручатися у політику центрального уряду.

### Війна роківЕйкьо
Між тим правитель регіону Канто, Асікаґа Мотіудзі, продовжував політику невизнання діючого сьоґуна, оскільки сам планував очолити сьоґунат після смерті бездітного Йосімоті. Кантоський лідер мав усі шанси стати новим головою країни, позаяк він був нащадком Асікаґи Такаудзі, засновника сьоґунату, і , на відміну від Йосінорі, не приймав чернечий постриг. Проте столичні впливові кола допомогли саме Йосінорі зайняти керівну посаду, що стало причиною фактичного унезалежнення підвідомчих Мотіудзі територій на сході Японії. Останній у різних формах виявляв свій протест центральній владі сьоґуна. 1429 року Мотоудзі відмовився використовувати новий девіз правління Ейкьо, а у 1434 намовив монахів Енрякудзі проклинати діючу владу. 1438 року (10 році Ейкьо) він без дозволу Йосінорі провів церемонію повноліття для свого старшого сина, знехтувавши правом сьоґуна надавати усім молодикам підлеглих володарів один ієрогліф від свого імені. Цей вчинок кантоського правителя розцінили у столиці як відверто ворожий. Відтепер Йосінорі лише чекав зручного моменту, аби знищити непокірного родича.
Привід незабаром з'явився. Радник Мотіудзі, кантоський канрей Уесуґі Норідзане, який часто дорікав сюзерену за розкол єдиного дому Асікаґа, дізнався, що той збирається вбити його, і був змушений тікати з резиденції Мотіудзі в Камакурі до своїх володінь у провінції Кодзуке. У відповідь правитель регіону Канто організував каральний похід проти непокірного слуги. Оголошенням війни скористався сьоґун Йосінарі, який уклав союз із Уесуґі та рядом кантоських володарів проти Мотіудзі, спромігся проголосити останнього «ворогом імператорської династії» і рушив у 1439 році (11 році Ейкьо) з військом на Камакуру. Армії Мотіудзі зазнали нищівної поразки, а їх головнокомандувач, після жалісних вмовлянь врятувати йому життя, був змушений вчинити самогубство. Майже усі його родичі були страчені. Рід правителів регіону Канто перестав існувати. Йосінорі спробував посадовити новим лідером Канто свого сина, але зустрів опір Уесуґі та місцевої знаті, і поховав цей задум.

### ПідкоренняКанто. Диктатура
Хоча сьоґун і захопив Камакуру, залишки військ противника на чолі з двома уцілілим синами Асікаґи Мотіудзі знайшли підтримку у володаря провінції Сімоса, Юкі Удзітомо. 1440 року вони підняли повстання проти сьоґунату. На придушення бунту центральний уряд кинув війська на чолі з Уесуґі Норідзане, які за рік штурмів і облог здобули усі замки ворога. На 1441 рік (1 рік Какіцу) регіон Канто було повністю підкорено. Синів покійного Мотіудзі стратили дорогою до Кіото.
Того ж року Йосінорі виступив з армією у провінцію Ямато проти родини Кітабатаке, яка продовжувала підтримувати опозиційну режимові «південну імператорську династію». Сьоґун захопив усі палаци і фортеці противника, а протестуючих та інакодумців або вирізав, або заслав у монастирі.
Крім цього, Йосінорі активно втручався у справи спадщини і питання спадкоємців впливових провінційних володарів, всіляко обмежуючи їхню владу. Сьоґун покладався і збагачував лише своїх васалів у Західній Японії — роди Оуті і Акамацу. Усіх підлеглих, які щонайменше противилися його волі або сміли зробити йому зауваження, він страчував негайно, незважаючи на родинні зв'язки, титули і ранги.
Таким чином, завоювавши Кюсю і Канто та поставивши під свій жорсткий контроль буддистські общини і провінційну знать, Йосінорі здійснив свій початковий задум — встановив одноосібну диктатуру сьоґуна. Часи його правління були сповненні соціальних і політичних катаклізмів, тому майже всі верстви японського суспільства воліли бачити на чолі держави сильного і вольового лідера, який би міг вирішити наболілі проблеми. Одноосібний режим Йосінорі за формою був реалізацією цих бажань. Однак з іншого боку, різкий і параноїдальний характер сьоґуна до смерті лякав його підлеглих, а його поліцейська машина та репресії перетворили всеяпонського керманича і його правління на «тотальний жах». За свій різкий стиль Йосінорі заслужив славу «лихого сьоґуна».

### Загибель

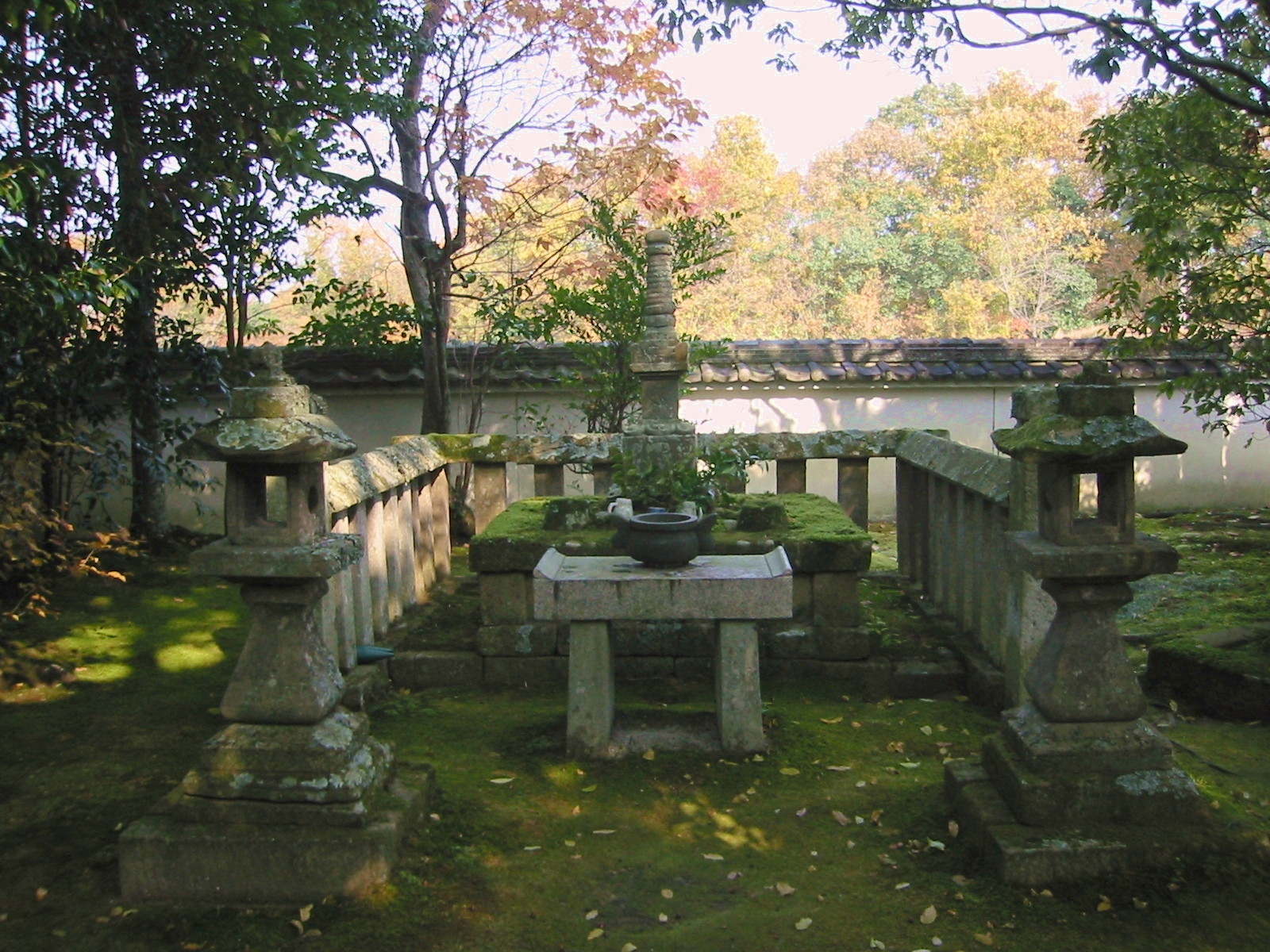
«Поховання голови» Йосінорі у храмі Анкокудзі (префектура Хьоґо) — місце, де за переказами Акамацу закопали відрубану голову сюзерена.

На початку 1441 року Йосінорі втрутився у справи роду Хатакеяма і змістив його голову, замінивши Хатакеяму Мотікуні його недосвідченим сином Мотінаґою. Дії сьоґуна викликали приховане обурення навіть серед його найближчого оточення, яке вирішило скинути диктатора. Акамацу Міцусуке і його син Норіясу почали готувати заколот. 12 липня 1441 року (1 року Какіцу) вони запросили сьоґуна до своєї столичної садиби з нагоди святкування перемоги у війні проти роду Юкі. Оскільки Акамацу здавна були у добрих стосунках із Йосінорі, той, нічого не підозрюючи, направився із невеликим почтом до їхньої резиденції. У розпалі урочистого бенкету господарі садиби напали на сьоґуна і відсікли йому голову.
Втративши лідера, сьоґунат опинився у хаосі. Акамацу Міцусуке і його син змогли втекти з Кіото до своїх володінь у провінції Харіма. Лише через місяць урядові війська на чолі з Хосокавою Мотіцуне
і Яманою Содзеном змогли дістатися до вбивць і знищити головну лінію роду Акамацу. Ці події отримали назву «війни року Какіцу» (嘉吉の乱).
У результаті цього заколоту авторитет сьоґуна зазнав сильного удару. Уся діяльність Йосінорі з відновлення потужного сьоґунату була пущена на вітер. Його наступники були не в змозі контролювати і керувати підлеглими володарями. Сам Йосінорі отримав від двору титул «головного міністра» посмертно і зарадити справі вже не міг. Децентралізація Японії набула шалених обертів. Держава наблизилась до «епохи воюючих країн».